# پولیاکوفسکی
پولیاکوفسکی (به لاتین: Polyakovsky) یک منطقهٔ مسکونی در روسیه است که در استان آمور واقع شده‌است.